# 众神与魔鬼
《眾神與野獸》（英語：Gods and Monsters，又译《科学怪人之父》等）是一部由比爾·坎登执导，伊恩·麦克连与布兰登·费雪共同主演的电影，于1998年11月4日在美国公映。
电影由比尔·康顿根据克里斯托夫·布莱姆（Christopher Bram）的小说《科学怪人之父》（Father of Frankenstein）亲自改编。
在第71届的奥斯卡金像奖上，该片荣获最佳改编剧本奖殊荣。同时，伊恩·麦克连提名最佳男主角奖，琳恩·瑞德格利夫提名最佳女配角奖。